# Demonax ohbayashii
Demonax ohbayashii är en skalbaggsart som beskrevs av Gordon Allan Samuelson och J. Linsley Gressitt 1965. Demonax ohbayashii ingår i släktet Demonax och familjen långhorningar. Inga underarter finns listade i Catalogue of Life.